# Folkestad, Møre og Romsdal
Folkestad är en by i Volda kommun i Møre og Romsdal fylke i västra Norge. Orten ligger där riksväg 651 möter fylkesväg 5890, på västra sidan av Voldsfjorden. Den har färjeförbindelse med tätorten Volda på andra sidan fjorden.

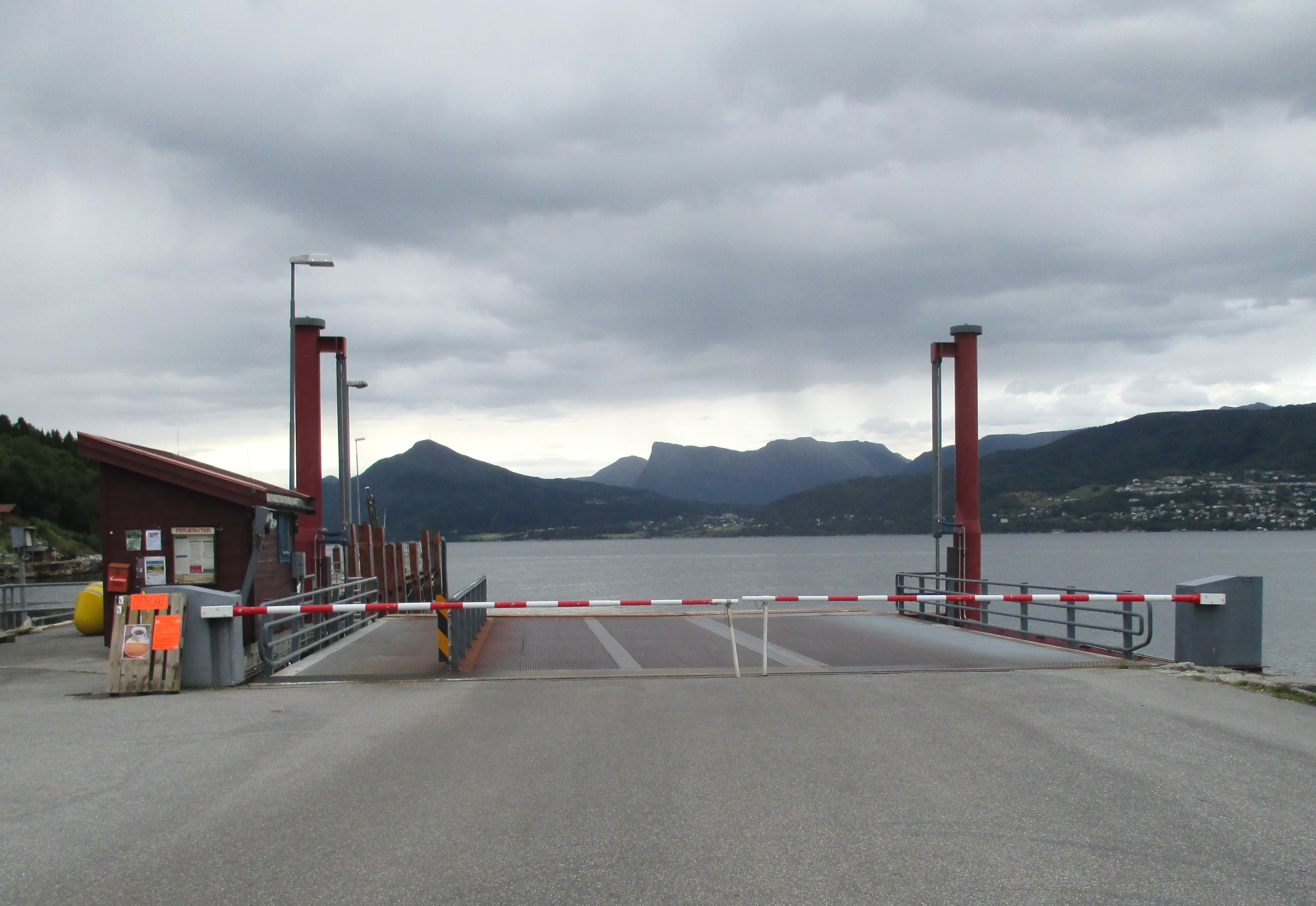
Färjeläget i Folkestad.